# Langues en Haïti
Les langues officielles en Haïti sont le créole haïtien et le français.
En 2015 le pays comptait 11 millions d'habitants.

## Langues officielles
Haïti possède deux langues officielles : 
- Le créole, à base lexicale française, est plus administré que dans les autres pays qui parlent un créole car il possède une grammaire avec des règles. Le parlement a voté en 2013 une loi portant le règlement et le rôle direct de l'Académie de la langue créole car cette dernière a été créée depuis la nouvelle constitution amendée. Tous les Haïtiens parlent le créole comme première langue tandis qu'une minorité d'entre eux (38 %) maîtrise couramment le français, appris au cours de leur scolarité ou qu'ils peuvent entendre à la radio et à la télévision et lire dans la presse[6].

- Le français, depuis l’Acte de l'Indépendance de la République d'Haïti en 1804 (le texte est rédigé dans cette langue), qui reste la langue administrative.

## Haïti et la Francophonie
Haïti fait partie de la Francophonie et en est membre depuis la création de l'Organisation internationale de la francophonie. Haïti est également membre de l'Assemblée parlementaire de la francophonie.
Sur le plan international, l’entrée d’Haïti à l’Union panaméricaine, l’actuelle OEA (Organisation des États américains), a permis au français de devenir l’une des langues officielles de travail de cet organisme ; et lors de la fameuse conférence de Bretton Woods, où l’utilisation du français comme langue de travail à l’Organisation des Nations unies naissante ne fut décidée que par une voix de majorité, Haïti avait voté en faveur de cette décision.
Haïti fut membre fondateur de l’Agence de coopération culturelle et technique (ACCT), lors de la création de celle-ci le 20 mars 1970.
Dans chaque chef-lieu de département, il existe une Alliance française. Dans la plupart des cas, les locaux sont offerts par la municipalité et des bénévoles haïtiens collaborent au rayonnement culturel de l’Alliance.
Malgré une influence croissante de l’anglais découlant de la proximité géographique avec les États-Unis, la francophonie reste dynamique et vivace.
En décembre 2010, Max Jean-Louis, un jeune haïtien, alors âgé de vingt ans, est élu administrateur du prestigieux Centre de la Francophonie des Amériques, situé à Québec.
Les villes haïtiennes de Cap-Haïtien, Pétionville, Carrefour et Port-au-Prince sont membres de l'Association internationale des maires francophones,.

## Autres langues et diaspora
En raison de la diaspora haïtienne installée en République dominicaine, aux États-Unis (notamment à Miami et à New York) et aussi de la forte présence de Brésiliens (MINUSTAH et missionnaires) dans le pays, un certain nombre d'Haïtiens savent s'exprimer couramment en espagnol, en anglais ou en portugais.
 
Une autre partie de cette diaspora s'est dirigée vers les pays ou régions francophones comme la France et les départements français d'Amérique, le Canada (au Québec et notamment à Montréal), la Belgique et la Suisse.

## Statistiques
Concernant la situation des langues dans le pays, le quatrième recensement général de la population et de l'habitat d'Haïti, effectué en 2003 — dont le questionnaire était disponible en français et en créole — a uniquement posé la question suivante aux personnes âgées de cinq ans et plus : « Sait-il (elle) lire et écrire ? ». Aucune autre question portant sur les langues n'a été posée. Un recensement général de la population et de l'habitat d'Haïti a lieu en 2016.